# European Handball Federation
La European Handball Federation, spesso indicata con l'acronimo EHF, è il massimo organo regolatore della pallamano in Europa. Rappresenta le federazioni nazionali degli stati europei.
Fu fondata il 17 novembre 1991 a Berlino, Germania. Al primo congresso EHF del 5 giugno 1992 fu stabilita Vienna, Austria, come sede federale. Attualmente il segretario generale è Michael Wiederer.
L'EHF rappresenta i suoi membri nello sviluppo di questo sport sia in termini di crescita sportiva che di crescita commerciale. Eventi organizzati dall'EHF come il Campionato europeo maschile di pallamano e femminile e la EHF Champions League maschile e femminile rappresentano i maggiori tornei continentali, mentre iniziative come beach handball e l'insegnamento a scuola della disciplina ampliano l'attrazione di questo sport.

## Presidenti EHF
| Anno      | Presidente        |
| --------- | ----------------- |
| 1991→2004 | Staffan Holmqvist |
| 2004→2012 | Tor Lian          |
| 2012→2016 | Jean Brihault     |
| 2016→     | Michael Wiederer  |

## Segretari generali EHF
| Anno      | Presidente         |
| --------- | ------------------ |
| 1992→2017 | Michael Wiederer   |
| 2017→     | Martin Hausleitner |

## Comitato esecutivo EHF
Qui sotto riportato il Comitato Esecutivo dell'EHF per il quinquennio 2021-2025.
| Ruolo                                         | Nome                         |
| --------------------------------------------- | ---------------------------- |
| Presidente                                    | Michael Wiederer             |
| Vice presidente                               | Predrag Bošković             |
| Vice presidente per le finanza                | Henrik La Cour Laursen       |
| Chairman of Competitions Commission           | Božidar Đurković             |
| Chairman of Methods Commission                | Pedro Sequeira               |
| Chair of Beach Handball Commission            | Gabriella Horváth            |
| Membri esecutivi                              | Stefan Lövgren               |
| Membri esecutivi                              | Francisco V. Blázquez García |
| Membri esecutivi                              | Franjo Bobinac               |
| Additional Representative                     | Bente Aksnes                 |
| Representative of Professional Handball Board | Xavier O'Callaghan           |
| Representative of Women's Handball Board      | Nodjialem Myaro              |
| Representative of Nations Board               | Mark Schober                 |

## Competizioni EHF

### Competizioni per squadre nazionali
- Campionato europeo maschile
- Campionato europeo femminile
- Campionato europeo maschile Under 20
- Campionato europeo femminile Under 20
- Campionato europeo maschile Under 19
- Campionato europeo femminile Under 19
- Campionato europeo maschile Under 18
- Campionato europeo femminile Under 18
- Campionato europeo maschile Under 17
- Campionato europeo femminile Under 17
- Campionato europeo di beach handball
- EHF Challenge Trophy

### Competizioni per club maschili

#### EHF Champions League
La massima competizione continentale è, dal 1956, la EHF Champions League. Conosciuta fino al 1993 come Coppa dei Campioni era organizzata dalla IHF; attualmente il suo nome completo è EHF Champions League.
Vi partecipano un numero differente di squadre per Paese, a seconda della Ranking List aggiornata annualmente.

#### EHF European League
La seconda competizione europea è la EHF European League. Tale torneo prese il via nel 1981 e fu conosciuta fino al 1993 come IHF Cup  ed era organizzata dalla IHF; dal 1993 al 2020 prese il nome di EHF Cup; attualmente il suo nome completo è EHF European League. Nel 2012 si fonde con la Coppa delle Coppe e viene riformata la formula del torneo.
Vi partecipano un numero differente di squadre per Paese, a seconda della Ranking List aggiornata annualmente.

#### EHF European Cup
La terza competizione europea è la EHF European Cup. Tale torneo prese il via nel 1993 e fu conosciuta fino al 2000 come City Cup e fino al 2020 come Challenge Cup; dal 2020 il suo nome completo è EHF European Cup.
Vi partecipano un numero differente di squadre per Paese, a seconda della Ranking List aggiornata annualmente.

### Trofei scomparsi

#### Coppa delle coppe
La Coppa delle Coppe fu una competizione che si giocò dal 1975 al 2012; vi parteciparono le squadre vincitrice delle rispettive coppe nazionali. Alla fine della stagione 2011-2012 si fuse con la EHF Cup.

#### EHF Champions Trophy
Il Champions Trophy fu una competizione che si giocò dal 1979 al 1984 e dal 1995 al 2008. Il titolo veniva assegnato tramite final four tra le vincitrice delle quattro coppe maggiori.

### Competizioni per club femminili

#### EHF Champions League
La massima competizione continentale è, dal 1956, la EHF Champions League. Conosciuta fino al 1993 come Coppa dei Campioni era organizzata dalla IHF; attualmente il suo nome completo è EHF Champions League.
Vi partecipano un numero differente di squadre per Paese, a seconda della Ranking List aggiornata annualmente.

#### EHF European League
La seconda competizione europea è la EHF European League. Tale torneo prese il via nel 1981 e fu conosciuto fino al 1993 come IHF Cup, essendo organizzata dalla IHF. Fino al 2020 prese il nome di EHF Cup.
Vi partecipano un numero differente di squadre per Paese, a seconda della Ranking List aggiornata annualmente.  Nel 2016 si fonde con la Coppa delle Coppe.

#### EHF European Cup
La terza competizione europea è la EHF European Cup. Tale torneo prese il via nel 1993, fu conosciuto fino al 2000 come City Cup e fino al 2020 come Challenge Cup.
Vi partecipano un numero differente di squadre per Paese, a seconda della Ranking List aggiornata annualmente.

### Trofei scomparsi

#### EHF Coppa delle coppe
La Coppa delle Coppe fu una competizione che si giocò dal 1975 al 2016; vi parteciparono le squadre vincitrice delle rispettive coppe nazionali. Alla fine della stagione 2015-2016 si fuse con la EHF Cup.

#### EHF Champions Trophy
Il Champions Trophy fu una competizione che si giocò dal 1979 al 1984 e dal 1995 al 2008. Il titolo veniva assegnato tramite final four tra le vincitrici delle quattro coppe maggiori.

## Federazioni affiliate
| Codice | Paese                | Federazione                           |
| ------ | -------------------- | ------------------------------------- |
| ALB    | Albania              | Federata Shqiptare E Hendbollit       |
| AND    | Andorra              | Federacio Andorrana D'handbol         |
| ARM    | Armenia              | Handball Federation Of Armenia        |
| AUT    | Austria              | Österreichischer Handballbund         |
| AZE    | Azerbaigian          | Handball Federation Of Azerbaijan     |
| BEL    | Belgio               | Vlaamse Handball Vereniging           |
| BLR    | Bielorussia          | Handball-Federation Of Belarus        |
| BIH    | Bosnia ed Erzegovina | Rukometni Savez Bosne I Hercegovine   |
| BUL    | Bulgaria             | Bulgarian Handball Federation         |
| CRO    | Croazia              | Hrvatski Rukometni Savez              |
| CYP    | Cipro                | Cyprus Handball Federation            |
| DEN    | Danimarca            | Dansk Håndbold Forbund                |
| EST    | Estonia              | Estonian Handball Association         |
| FIN    | Finlandia            | Suomen käsipalloliitto                |
| FRA    | Francia              | Fédération française de handball      |
| GEO    | Georgia              | Georgian National Handball Federation |
| GER    | Germania             | Deutscher Handballbund                |
| GRE    | Grecia               | Hellenic Handball Federation          |
| IRL    | Irlanda              | Irish Olympic Handball Association    |
| ISL    | Islanda              | Handknattleikssamband islands         |
| FAR    | Fær Øer              | Hondboldtsamband Föroya               |
| ISR    | Israele              | Israel Handball Association           |
| ITA    | Italia               | Federazione Italiana Giuoco Handball  |
| LAT    | Lettonia             | Latvijas Handbola Federacija          |
| LIE    | Liechtenstein        | Liechtensteiner Handball-Verband      |

| Codice | Paese              | Federazione                            |
| ------ | ------------------ | -------------------------------------- |
| LTU    | Lituania           | Lietuvos Rankinio Federacija           |
| LUX    | Lussemburgo        | Fédération Luxembourgeoise de Handball |
| MDA    | Moldavia           | Handball Federation Of Moldova         |
| MKD    | Macedonia del Nord | Macedonian Handball Federation         |
| MLT    | Malta              | Malta Handball Association             |
| MNE    | Montenegro         | Rukometni Savez Crne Gore              |
| MON    | Monaco             | Federation Monegasque De Handball      |
| NOR    | Norvegia           | Norges Handballforbund                 |
| NED    | Paesi Bassi        | Nederlands Handbal Verbond             |
| POL    | Polonia            | Związek Piłki Ręcznej w Polsce         |
| POR    | Portogallo         | Federação de Andebol de Portugal       |
| GBR    | Regno Unito        | British Handball Association           |
| CZE    | Rep. Ceca          | Cesky Svaz Hazene                      |
| ROU    | Romania            | Federația Română de Handbal            |
| RUS    | Russia             | Handball Union Of Russia               |
| SRB    | Serbia             | Rukometni Savez Srbije                 |
| SVK    | Slovacchia         | Slovensky Zvaz Hadzanej                |
| SLO    | Slovenia           | Rokometna Zveza Slovenije              |
| ESP    | Spagna             | Real Federación Española de Balonmano  |
| SWE    | Svezia             | Svenska Handbollförbundet              |
| SUI    | Svizzera           | Schweizerischer Handball-Verband       |
| TUR    | Turchia            | Türkiye Hentbol Federasyonu            |
| UKR    | Ucraina            | Федерація Гандболу України             |
| HUN    | Ungheria           | Magyar kezilabda szövetseg             |